# پی‌اس النور (۱۸۷۳)
پی‌اس النور (۱۸۷۳) (به انگلیسی: PS Eleanor (1873)) یک کشتی بود که طول آن ۲۵۲٫۹ فوت (۷۷٫۱ متر) بود. این کشتی در سال ۱۸۷۳ ساخته شد.